# Servis
För ersättning till militär personal, se Servis (militärväsen), för kanonservis, se Artilleri.

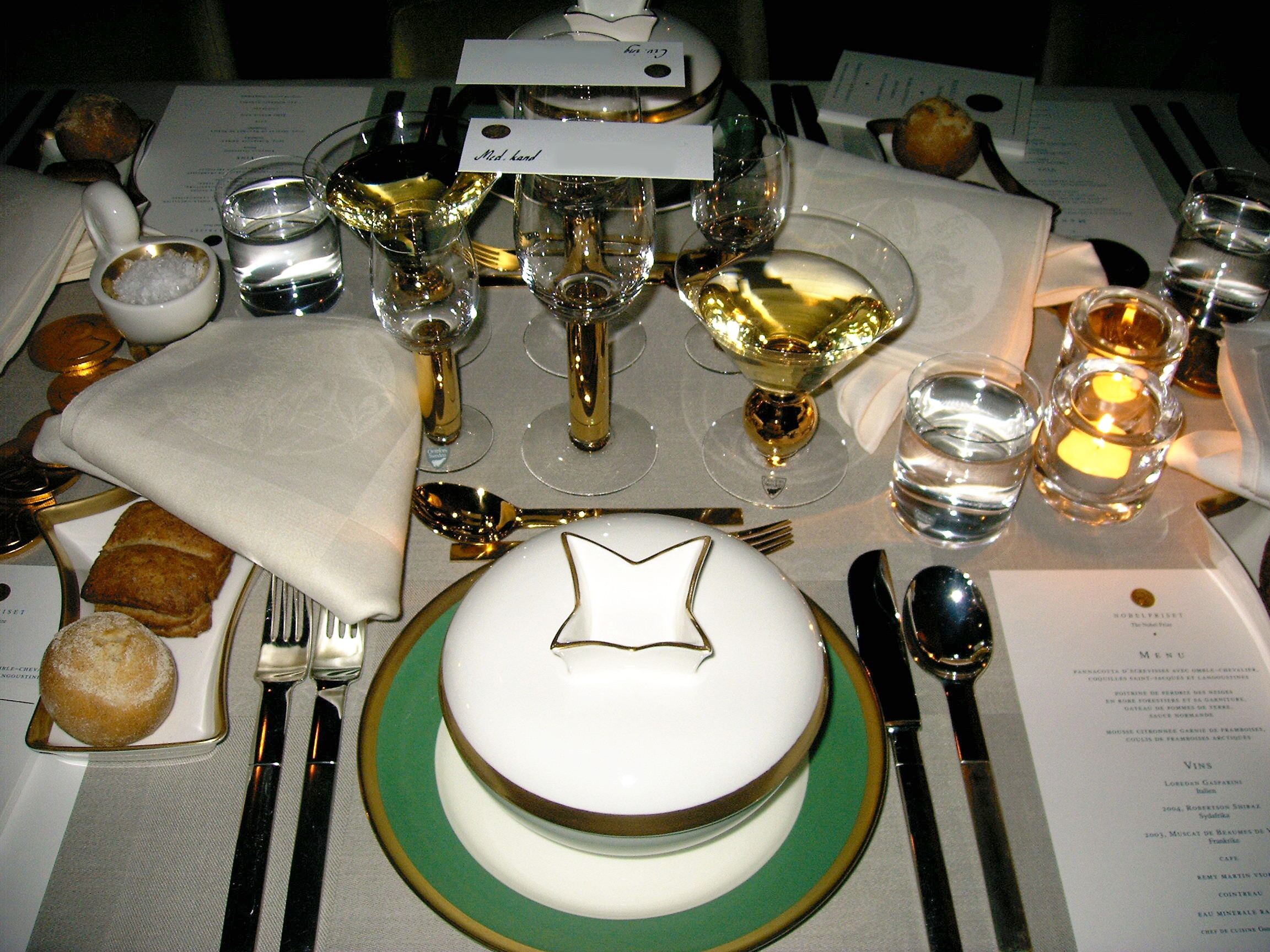
Nobelservisen, 2005

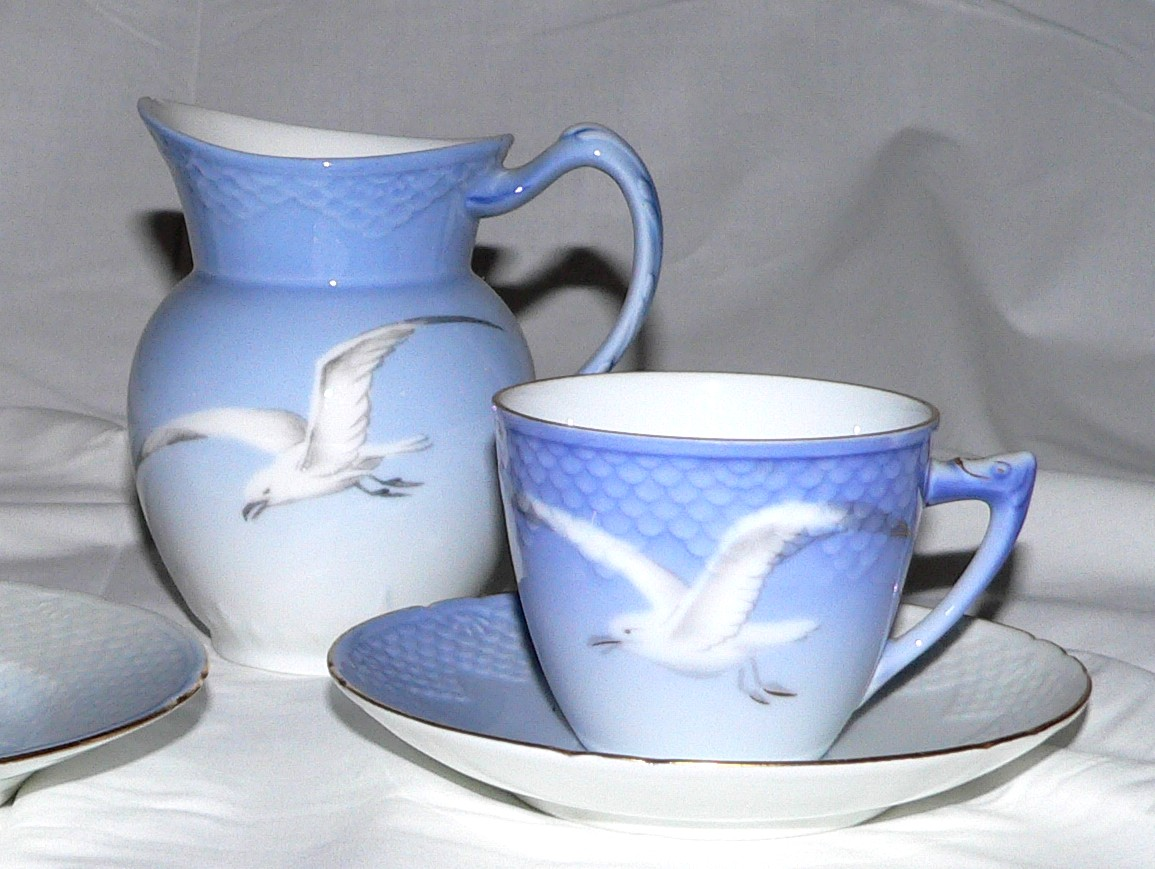
Delar ur "Måsen" från Bing & Grøndahl.

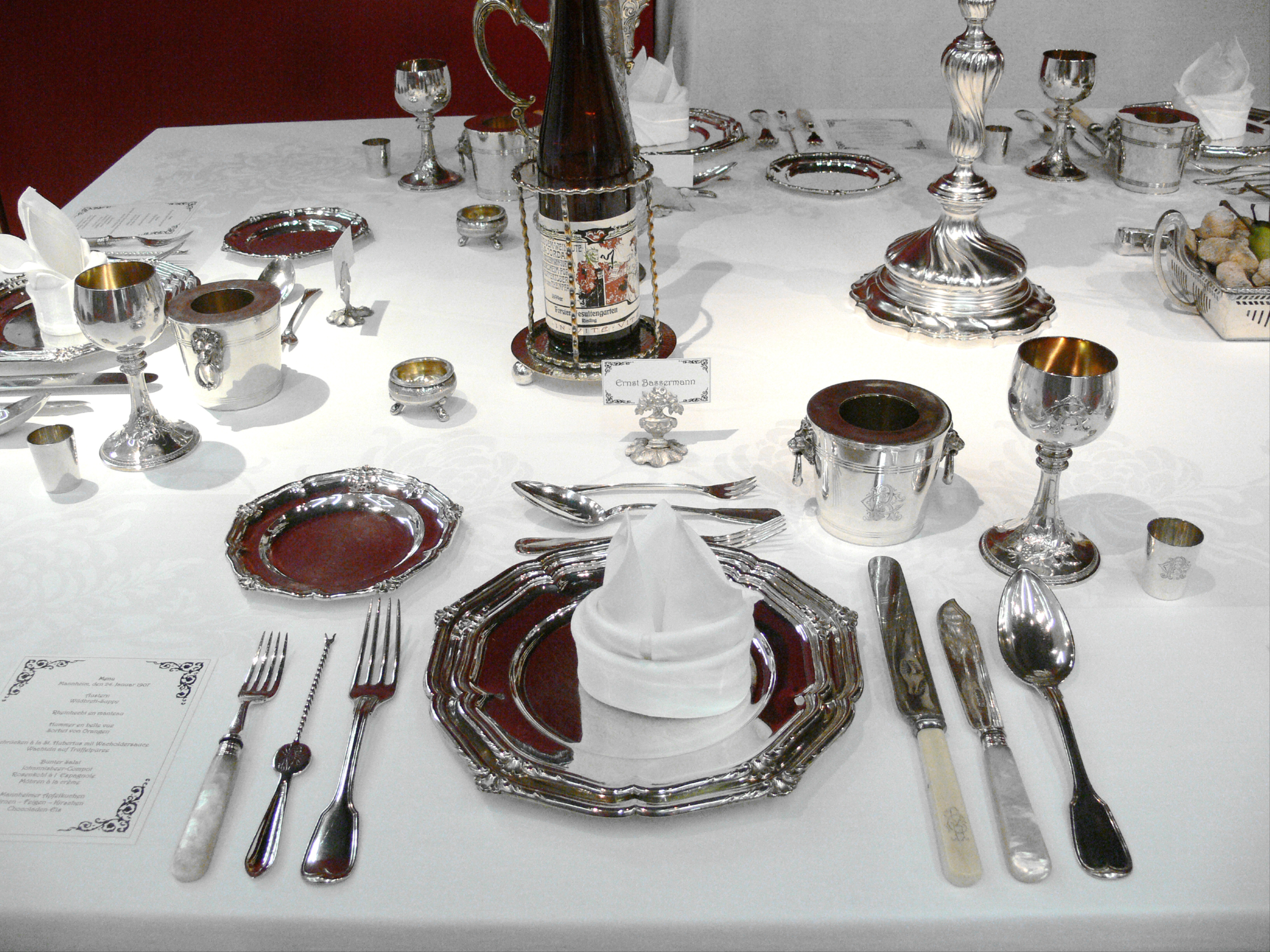
Servis i silver.

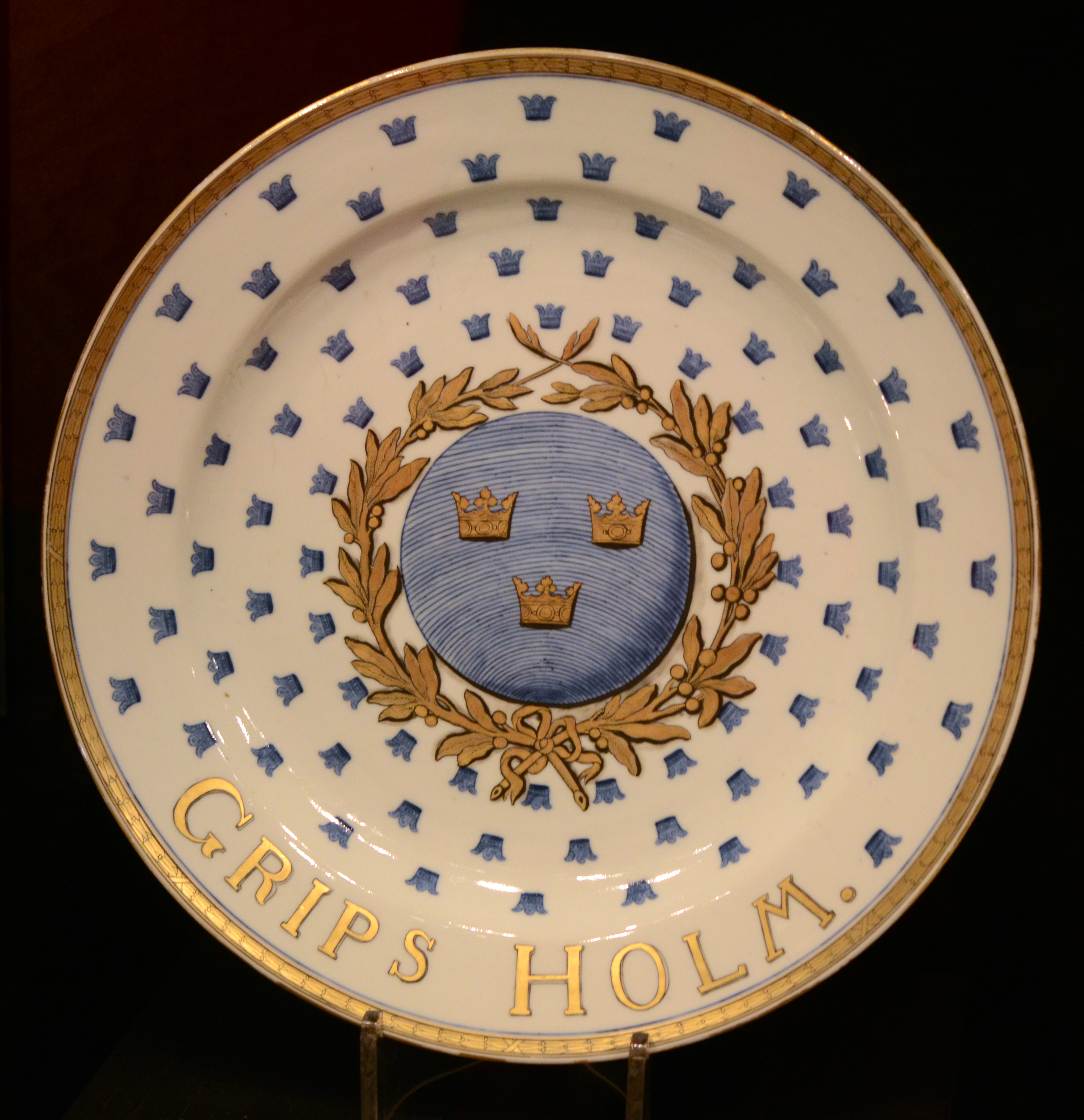
Tallrik ur Gripsholmsservisen.

Servis är en gemensam benämning för flera eller delar av de produkter som används vid dukning för servering av mat och dryck. Utöver en porslinsserie med tallrikar, uppläggningsfat och karotter kan i servis ingå glas och bestick.
En servis består av ett antal olika delar, till exempel tallrikar, koppar, uppläggningsfat och terriner. När porslinsindustrin expanderade under förra seklet, producerades bordsserviser med ett visst givet antal delar, där te- och kaffeservisen inte alltid ingick.
Ett exempel på en exklusiv servis är den särskilt utformade Nobelservisen, som används vid de årliga  nobelfestligheterna. 